# Caricelea wayrapata
Espèce
Caricelea wayrapata est une espèce d'araignées aranéomorphes de la famille des Trechaleidae.

## Distribution
Cette espèce est endémique de la région de Cuzco au Pérou,. Elle se rencontre à Wayrapata vers 2 320 m d'altitude.

## Description
Le mâle holotype mesure 12,90 mm et la femelle paratype 10,03 mm.

## Étymologie
Son nom d'espèce lui a été donné en référence au lieu de sa découverte, Wayrapata.

## Publication originale
- Silva & Lise, 2007 : On a new genus of Trechaleidae (Araneae, Lycosoidea) from Peru. Revista Ibérica de Aracnología, vol. 14, p. 25-29 (texte intégral).